# Liste des œuvres de Pablo Picasso de 1890 à 1917
Pour un article plus général, voir Liste des œuvres de Pablo Picasso.

## 1890
- Le Père de l'artiste, aquarelle, Musée Picasso, Barcelone
- Hercule et sa Matraque
- Le Petit Picador jaune, huile sur bois (24 × 19 cm)
- Pigeons, crayon sur papier (11 × 22 cm)

## 1892
- Course de taureaux et colombes, crayon sur papier (13,5 × 20,2 cm), Musée Picasso, Barcelone

## 1894
- Portrait de Lola, huile sur toile (29 × 19 cm), Fondation Almine & Bernard Ruiz-Picasso[1]

## 1895
- La Fillette aux pieds nus (début d'année), huile sur toile (75 × 50 cm), Musée national Picasso-Paris[2]
- Autoportrait aux cheveux courts, huile sur toile (460,5 × 310,5 cm), musée Picasso, Barcelone
- Autoportrait en gentilhomme du XVIIIe siècle, huile sur toile (55,8 × 46 cm), musée Picasso, Barcelone
- Autoportrait mal coiffé, musée Picasso, Barcelone
- Courses de taureaux, huile sur toile (13,7 × 22,1 cm), musée Picasso, Barcelone
- Courses de taureaux, crayon et encre sur papier (14,6 × 22,3 cm), musée Picasso, Barcelone
- L'Enfant de chœur, huile sur toile (76 × 50 cm), musée de Montserrat
- Nu (Étude), charbon et crayon noir sur papier (62 × 42,7 cm), musée Picasso, Barcelone
- Portrait de la mère de l'artiste, pastel sur papier (49,8 × 39 cm), musée Picasso, Barcelone
- Portrait de la tante Pepa, huile sur toile (57,5 × 50,5 cm), musée Picasso, Barcelone
- Portrait du père de l'artiste, huile sur toile sur carton (42,3 × 30,8 cm), musée Picasso, Barcelone
- La Première Communion
- Scène biblique, huile sur toile (35,5 × 52 cm), musée Picasso, Barcelone
- Tête de fille, huile sur toile sur carton (29,8 × 26,1 cm), musée Picasso, Barcelone
- Tête d'un homme barbu (La Llotja), huile sur toile (28,5 × 36 cm), collection particulière

## 1896
- Plage de la Barceloneta, musée Picasso, Barcelone

## 1897
- Science et Charité, musée Picasso, Barcelone

## 1898
- Au bord du lit, crayon sur papier (18,5 × 13 cm), musée Picasso, Barcelone
- L'Aumône
- Autoportrait, crayons noir et de couleur sur papier (17,5 × 10,5 cm), musée Picasso, Barcelone
- Autoportrait, crayon sur papier (33 × 23,5 cm), collection particulière
- Berger courtisant, crayon sur papier (10,8 × 13,3 cm), musée Picasso, Barcelone
- Bûcheron
- Carter
- La Caverne, huile sur bois (12,8 × 18,1 cm), musée Picasso, Barcelone
- Le Charnier, crayon noir, sanguine et aquarelle sur papier (10,5 × 17,5 cm), musée Picasso, Barcelone
- Cheval, crayons de couleur (25 × 28 cm)
- Cheval attelé, charbon et aquarelle sur papier (24,4 × 27,9 cm), Richard Gray Gallery
- Chèvres, crayon sur papier (32,3 × 24,5 cm), musée Picasso, Barcelone
- Chèvres sauvages, crayon sur papier (16,1 × 24,8 cm), musée Picasso, Barcelone
- Femme à la guitare
- Fille assise
- Fille bohémienne devant La Musciera, pastel sur papier (44,5 × 59,7 cm), collection particulière
- Garçon bohémien nu, huile sur toile (49,7 × 32 cm)
- Garçon de Horta d'Ebre
- Hermitage de Saint Antoine du Tossai
- Homme lisant, crayon noir et aquarelle sur papier (17,5 × 10,5 cm), musée Picasso, Barcelone
- Jeune Berger, crayon sur papier (32,2 × 24,5 cm), musée Picasso, Barcelone
- Lola de profil, crayon sur papier, collection particulière
- Maison dans un champ de blé, huile sur toile (33 × 44 cm), musée Picasso, Barcelone
- Maisons de Horta d'Ebre, crayon sur papier (16 × 20 cm), musée Picasso, Barcelone
- Maisons de Horta d'Ebre, huile sur toile (27 × 39 cm), collection particulière
- Mas du Quiquet, huile sur toile (27 × 40 cm), musée Picasso, Barcelone
- Moulin
- Mulet, huile sur toile (27,7 × 36,4 cm), musée Picasso, Barcelone
- Paysage de Horta d'Ebre
- Paysan et Moulin
- Portrait de Carmen, crayon noir sur papier (48 × 31,5 cm), musée Picasso, Barcelone
- Portrait de Lola, crayon noir sur papier (32,2 × 24,7 cm), musée Picasso, Barcelone
- Portrait de Pepe-Illo, crayons noir et de couleur sur papier (17,5 × 10,5 cm), musée Picasso, Barcelone
- Saeta et son Maître, crayon noir et aquarelle sur papier (17,5 × 10,5 cm), musée Picasso, Barcelone
- Tête de cheval
- Trois Roses

## 1899
- À deux doigts de la mort
- À la mort
- À l'extérieur de l'aire de danse
- Allégorie: jeune homme, femme et grotesques
- Au chevet de la femme mourante
- Au chevet de l'homme mourant
- Au lit de mort
- Aumône
- Autoportrait
- Le Baiser
- Buste de Don José
- Café musical, Nain et Buste de femme
- Caricature de Joaquim Mir
- Caricature de violoniste
- Caricature (Portrait de Josep Rocarol)
- La Chata
- Le Cloître de la cathédrale
- Couple andalou
- Couple assis à une table
- Dame avec pékinois et autres personnages
- Danseuse de flamenco
- Les Derniers Moments
- Le Divan
- Don José avec un pardessus
- Don José sur le rivage
- Don José tenant un parapluie
- Enfant assis
- L'Enfant mort-né
- Femme assise avec châle
- Femme nue assise
- Femme qui prie
- Femme qui prie et enfant
- Femmes traversant une place
- Fenêtre fermée
- Fille suçant son pouce
- Groupe de femmes qui aide d'autres femmes
- Homme assis
- Homme mourant et sa famille
- Intérieur avec vue sur fond enneigé
- Joueurs de cartes, femme et nain
- Lola devant une fenêtre
- Lola Picasso[3]
- Manola
- Menu de Els Quatre Gats
- Mère et Fille
- La Muse
- Patio andalou
- Paysage de Horta d'Ebre
- Picadors
- Picasso et le Peintre Casagemas
- Portrait d'Angel F de Soto
- Portrait de Carles Casagemas
- Portrait de Don José
- Portrait de Jacint Reventos
- Portrait de Jaume Sabartés
- Portrait de Joan Vidal i Ventosa
- Portrait de Josep Cardona
- Portrait de Lola
- Portrait de Mercedes
- Portrait de Oriol Martí
- Portrait de Ramón Reventós
- Portrait du père de l'artiste
- Portrait d'Utrillo
- Le Sage
- Scène d'hôpital (Derniers moments)
- Tête d'homme à la Greco
- Un Vieil Homme sale

## 1900
- Les Amants dans la rue (L'Étreinte)
- Les Arènes de Barcelone
- Auparavant
- Autoportrait
- Baraque foraine
- Bonne avec bébé dans ses bras
- Bonne avec deux enfants
- Café-concert du Paralelo, huile sur bois (36 × 48 cm), musée national Picasso-Paris
- Carnaval
- Casagemas avec cape et canne
- Casagemas de face et de profil
- Cochers
- Courses de taureaux (Corrida)
- Couple espagnol devant une auberge
- Dame avec chapeau et écharpe autour du cou
- Danseuse et femmes
- Dans la pièce (La Loge)
- Dans l'arène
- Déjeuner à l'extérieur
- Deux Femmes
- Deux femmes assises
- Deux femmes assises à une table et deux mains qui écrivent
- El clam de les verges
- Enterrement rural
- L'Étreinte brutale
- L'Étreinte dans la mansarde
- Être ou ne pas être
- Femme assise, visage plein
- Femme en rouge
- Femme qui rêve de Venise
- Femmes au café
- La Fin de la route (L'Ange de la mort)
- La Fin du numéro
- French cancan
- Germaine
- Homme en manteau espagnol
- Hommes vaniteux
- Intérieur de Els Quatre Gats
- Jeune Fille devant une fenêtre ouverte
- Joan B. Fonte
- Josep Cardona
- Josep Rocarol
- Maintenant
- Masque de visage
- Le Matador
- Midinette de Paris
- Le Moulin de la Galette
- La Musclera
- Nogueras Oller et personnages dans Els Quatre Gats
- Parisienne
- Le Peintre Opisso
- Le Peintre Sébastien Junyent
- Pere Romeu
- Personnages sur une place bordée d'arbres
- Petite Fille en habits du dimanche
- Picador et Monosario
- Picasso et Pallares arrivant à Paris
- Portrait d'Anglada Camarasa
- Portrait de Carles Casagemas
- Portrait de Creus
- Portrait de Daniel Masgoumeri
- Portrait de Eveli Torent
- Portrait de Joaquim Mir
- Portrait de Manolo Hugué
- Portrait de Ramon Surinach i Senties
- Portrait de Sabartès
- Portrait d'homme de profil
- Portrait de Jaume Sabartés (Poeta decadente)
- Prêtre
- Riera de Saint-Jean vu d'une fenêtre
- Scène tauromachique
- Sebastianus III König (Portrait de Sebastià Junyer-Vidal)
- La Sortie de l'exposition universelle, Paris
- Taureau tiré par la queue
- Une rue de Montmartre

## 1901
Huiles sur toile sauf indication contraire
- Arlequin accoudé
- Arlequin et son compagnon
- Arte Joven
- L'Attente (Margot)
- Au café
- Au champ de courses
- Au Moulin Rouge (La Fille du Roi d'Égypte)
- Autoportrait, fin 1901, Musée national Picasso-Paris.
- Autoportrait avec Jaume Andreu Bonsons
- Autoportrait devant Le Moulin Rouge
- Autoportrait Yo, Picasso, printemps, collection particulière, New York[4]
- Autoportrait. Yo[5]
- Ballerina
- Le Bassin des Tuileries
- Bibi-la-Purée, crayon conté sur papier (46,3 × 38,8 cm)[6]
- Boulevard de Clichy
- Buveur d'absinthe
- Buveuse d'absinthe
- Café-concert de Málaga
- Carmencita et buste de femme
- Célestine et un couple
- La Chambre bleue (Le Tub) (51 × 62 cm), The Phillips Collection, Washington[7]
- Chanteuse
- Clown au singe
- La Conversation, huile sur panneau (14 × 22,5 cm)[4]
- La Corrida, regroupant Course de taureaux, huile et pastel (30,3 × 16 cm), Museu Cau Ferrat, Sitges et Scène de corrida (64,7 × 49,5 cm), collection particulière, Suisse[8]
- Couple de rastaquouères
- Courses de taureaux
- Courtisane au collier de gemmes
- Danseuse de cancan
- Danseuse espagnole (49 × 34 cm)[9]
- Le Dessert (nature morte)
- Deux Femmes
- Les Deux Saltimbanques (Arlequin et sa compagne)
- La Diseuse
- Le Divan japonais
- L'Enfant au pigeon
- Évocation (L'Enterrement de Casagemas)
- Femme à la cigarette
- Femme au bonnet
- Femme au chapeau à plumes
- La Femme au chignon
- Femme aux bas-bleus
- Femme aux bijoux
- Femme aux bras croisés
- Femme avec un chien
- Femme dans la rue
- Femme dans un café
- Femme de Saint-Lazare par clair de lune
- Femme en bleu
- Femme en robe verte assise
- Femme en vert
- Femme nue assise
- Femme portant une cape
- Femme sortant du bain
- Femme souriante au chapeau à plumes
- Fillette au chapeau
- La Gommeuse[10]
- Les Fugitives
- Le Gourmet (ou Le Gourmand)
- Homme et Femme
- Iris jaune[11]
- Jardin de Paris
- Jardin public
- Jeanne (Nu couché)
- La Jupe rouge
- Lis jaunes
- Lola Ruiz Picasso
- Longchamp
- La Madrilène
- Maternidad, Picasso
- Mère et Enfant
- Mère et Enfant aux fleurs[12]
- La Mort de Casagemas
- La Mort de Casagemas (Casagemas dans son cercueil)
- La Nana
- Paysan de Tolède
- La Petite Fille à la colombe (ou palombe)[13]
- Picasso avec partenaire
- Picasso arrivant à Paris, crayon de couleur sur carton (33 × 38 cm), Staatliche Museen zu Berlin[14].
- Pierreuse, la main sur l'épaule
- Le Poète Alberto Lozano
- Portrait de Bibi-la-Purée
- Portrait de M. Gustave Coquiot (100 × 81 cm), Centre Pompidou[15]
- Portrait de Minguell
- Portrait du Père Manyac
- Profil d'une jeune femme (Fille avec fleur rouge)
- Le Quatorze Juillet
- Le Roi Soleil
- Rusiñol et Casas
- Sada Yacco
- Les Soupeurs
- Le Suicide (Casagemas)
- Sur le pont supérieur
- Les Toits bleus
- Vendeuse de fleurs
- Violon, huile, sable et charbon sur toile[16]

## 1902
- Barcelone, paysage d'été
- Le Boxeur
- Cactus
- Dans un cabaret
- Dans un café
- Deux Femmes au bar[17]
- L'Entrevue (Les Deux Sœurs)
- L'Étreinte
- Femme assise, sculpture en terre crue (14,5 × 8,5 × 11,5 cm), Musée national Picasso-Paris[18]
- Femme assise, plâtre de fonderie (14 × 9 × 12 cm), collection particulière[18]
- Femme assise au capuchon
- Femme aux bas verts
- Femme aux bras levés
- La Femme avec la bordure
- Femme avec un châle
- Femme en bleu
- Femme fatiguée, ivre
- Femme nue aux cheveux longs
- Homme en bleu
- Homme et Femme
- Homme et Femme avec un chat
- Maison à Barcelone, (52 × 41,5 cm)[19]
- Mère et Fille au bord de la mer
- Mère et Fils sur le rivage
- Miséreuse accroupie
- Pierreuses au bar
- Portrait de Juli González
- Portrait de Corina Pere Romeu
- Profil de femme
- Scène de café-concert, pastel sur carton (31 × 40 cm), Staatliche Museen zu Berlin[14]
- La Soupe
- Tête d'une femme morte
- La Vie
- Le Vieux Guitariste

## 1903
Huiles sur toile sauf indication contraire
- Accordéoniste et enfants
- L'Aveugle et sa Famille
- Couple dans un café
- Dame à l'Éden Concert
- Des Pauvres au bord de la mer
- L'Étreinte
- Femme à la boucle
- Groupe de pauvres
- Heure du dîner (Évocation de Horta d'Ebre)
- Jeune Fille accoudée
- Jeune Femme au café courtisée par un Pierrot (L'Offrande)
- Madame Soler, (100 × 69 cm), Pinakothek der Moderne, Allemagne[20]
- Masque d'un chanteur aveugle
- Maternité
- Mateu et Ángel Fernández de Soto avec Anita
- Mère et Enfant au bord de la mer
- Mère et Enfant au fichu
- Mlle Bresina assise dans un fauteuil
- Nu aux jambes croisées, pastel et crayon noir sur papier[21]
- Le Palais des Arts à Barcelone
- Paysage catalan
- Portrait d'Ángel Fernández de Soto (ou Le Buveur d'absinthe ou Portrait bleu d'Ángel Fernández de Soto), (69,5 × 55 cm)[22]
- Portrait du tailleur Soler
- Repas de l'aveugle
- Repasseuse
- Riera de Sant Joan à l'aube
- Sebastià Junyer-Vidal avec une femme à ses côtés
- Sebastià Junyer-Vidal comme rhapsode
- Sebastià Junyer-Vidal en matador
- Spectateurs de corrida
- Tête de femme
- Tête de femme criant, lavis d'encre de Chine, Musée national Picasso-Paris[23]
- Tête de vieil homme barbu
- Les Toits de Barcelone
- Les Toits de Barcelone au clair de lune
- La Tragédie
- La Vie
- Vieille Femme se chauffant les mains au feu
- Le Vieux Juif (Le Vieux Con Avare)
- Le Vieux Guitariste aveugle

## 1904
Huiles sur toile sauf indication contraire
- Acrobate au ballon (Fillette au ballon)
- L'Acteur
- Les Amants
- Au Lapin Agile (Arlequin tenant un verre)
- Le Baiser
- Célestine
- La Chambre de la repasseuse
- La Chumarabe
- Le Couple, aquarelle et encre sur papier (380 × 275 cm), Musée Angladon, Avignon[24]
- Les Deux Amies
- Deux Personnages
- Femme accoudée
- Femme à la corneille
- Femme au châle rouge (Suzanne Bloch)
- Femme au chignon I
- Femme au chignon II (Femme au casque de cheveux. Madeleine), gouache sur carton préparé (41,6 × 29,9 cm)[25]
- Femme couchée
- Femme dormante (Méditation)
- Le Fou (L'Idiot)
- Homme nu assis et Femme nue debout
- Madeleine
- Mère et Enfant
- Nu dormant
- Portrait de Jaume Sabartés, huile sur toile (49,5 × 37,5 cm), Staatliche Museen zu Berlin[14]
- Portrait de Manolo Hugué
- Portrait de Picasso pour Max Jacob, graphite sur papier quadrillé, cadre de Rose Adler, Musée Angladon, Avignon[24]
- Portrait de Sebastià Junyer-Vidal
- Portrait de Suzanne Bloch, Musée d'Art de São Paulo
- Le Repas frugal, eau-forte sur papier carton (46 × 37,5 cm), Staatliche Museen zu Berlin[14]
- La Repasseuse
- Le Saltimbanque
- La Vie après la mort
- Rêverie, aquarelle et encre sur papier, cadre de Pierre Legrain, Musée Angladon, Avignon[24]
- Vierge à la guirlande

## 1905
- Acrobate et jeune Arlequin
- Arlequin assis, aquarelle et encre de Chine sur carton (57,2 × 41,2 cm), Staatliche Museen zu Berlin[14]
- Arlequin se grimant devant une femme assise
- Asservissement
- Au bord du canal
- Autoportrait à la casquette ou Autoportrait à la pipe (1904-1905), encre de Chine et aquarelle sur papier (39,5 × 32 cm), Museum Berggruen, Berlin[14],[15]
- Autoportrait à la palette (91,9 × 73,3 cm), Philadelphia Museum of Art[26]
- La Belle Hollandaise
- Bouffon et Jeune Acrobate
- Écuyère à cheval
- Deux Coqs
- Deux Saltimbanques avec un chien
- Famille d'acrobates avec singe
- Famille d'Arlequin
- Famille de saltimbanques (Les Bateleurs)
- Femme à la chemise
- La Femme à l'éventail
- Femme nue assise
- Le Fou, sculpture en bronze (42 × 36,5 × 25 cm) Musée d'Art moderne, Troyes[18]
- Garçon à la collerette
- Garçon à la pipe, collection particulière
- Garçon avec chien
- Garçon avec un bouquet de fleurs, gouache sur carton (67 × 52,5 cm), Musée d'art Goulandrís, Athènes[27]
- Le Garçon bleu, gouache sur carton (100 × 57 cm)[28]
- Gros Bouffon assis
- Guillaume Apollinaire, employé de banque, encre sur carte-lettre datée du 6 décembre, surmonté de l'annotation graphique : « Je ne te vois plus / tu es mort ? » (14 × 11 cm), Staatliche Museen zu Berlin[14]
- Hollandaise au bord du canal
- Hurdy-gurdy
- Jeune Fille nue avec panier de fleurs
- Madeleine nue
- Les Noces de Pierrette, h/t (115 × 195 cm)[29]
- Nus entrelacés
- Paysage hollandais avec moulins à vent
- Portrait de Benedetto Canals
- Portrait de Picasso pour Max Jacob, graphite sur papier, cadre de Rose Adler, Musée Angladon[24]
- Profil de Hollandaise
- Profil droit de bouffon
- Le Roi
- Le Singe assis
- Tête d'arlequin, huile sur panneau (35 × 26,5 cm)[30]
- Tête de Hurdy-gurdy
- Tête du fou, à la Kunsthalle de Bielefeld
- Les Trois Hollandaises
- Un bateau sur le canal

## 1906
- L'Abreuvoir (Suite des Saltimbanques)
- Les Adolescents (157 × 117 cm), musée de l'Orangerie, Paris[31]
- Autoportrait (printemps), Gellman Collection, Mexico
- Autoportrait (été), collection particulière
- Autoportrait à la palette (automne), Philadelphia Museum of Art
- Buste de femme (Fernande), bois sculpté avec traces de peinture rouge et traits à la peinture noire (77 × 17 × 16 cm), Musée national Picasso-Paris[18]
- Chevalier, enfant, femme, cruche et main
- Chevaux au bain
- La Coiffure (174,9 × 99,7 cm), Metropolitan Museum of Art, New York[32]
- Deux Femmes nues, encre de Chine au lavis sur papier (48 × 31,5 cm), Staatliche Museen zu Berlin[14]
- Les Deux Frères
- L'Étreinte
- Femme assise
- Femme debout
- Femme nue
- Femme nue debout
- Femme nue vue de dos avec enfant
- Femme se coiffant, céramique (42,2 × 26 × 31,8 cm), Vicky and Marcos Micha Collection, Mexico[18]
- Femme se coiffant, bronze (42,2 × 26 × 31,8 cm), Staatliche Museen zu Berlin[14]
- Femme sur un âne
- Fernande à la mantille
- Garçon au caleçon
- Garçon et Fillette nus
- Garçon nu
- Le Harem
- Homme, Femme et Enfant (118,5 × 88,5 cm)
- Jeune Espagnol
- Jeune Fille à la chèvre
- Jeune Homme et Cheval
- Lit avec moustiquaire
- Marins en bordée
- Nature morte aux vases
- Meneur de cheval nu
- La Mort d'Arlequin
- Nu assis et Nu debout
- Nu aux bras levés, bois sculpté et incisé (46,5 × 4,5 × 6,5 cm), Musée national Picasso-Paris[18]
- Nu aux mains jointes
- Nu couché (Fernande)
- Nu sur fond rouge
- Paysage, gouache et crayon noir sur papier à dessin vergé (47,5 × 61,5 cm), Musée national Picasso-Paris[18]
- Les Paysans
- La Porteuse de pains
- Portrait d'Allan Stein
- Portrait de femme et deux femmes
- Portrait de Fernande
- Portrait de Fernande Olivier au foulard
- Portrait de Gertrude Stein, Metropolitan Museum of Art, New York
- Satyre et Jeune Fille
- Taureau
- Tête de femme, gouache et encre sur papier (62 × 47 cm)[33]
- Tête de femme, 1906-1907, sculpture en bronze (11,5 × 8 × 9 cm), Musée national Picasso-Paris[18]
- Tête de jeune femme, gravure sur bois sur papier (55,7 × 38,5 cm), Staatliche zu Museen Berlin[14]
- Tête de Josep Fondevila
- Tête d'un jeune homme, gouache sur carton (40 × 26,7 cm), Staatliche Museen zu Berlin[14]
- La Toilette
- Trois Nus

## 1907
Huiles sur toile sauf indication contraire
- L'Arbre (94 × 93,7 cm), Musée national Picasso-Paris[18]
- Buste de femme (1906-1907), encre et gouache sur papier (63 × 48 cm), Museum Berggruen[15]
- Buste de femme (66 × 59 cm), musée national d'Art moderne, Paris
- Composition avec la tête de mort, huile sur toile (116 × 89 cm), Leningrad, Ermitage[34]
- Les Demoiselles d'Avignon, huile sur toile (245 × 235 cm), Museum of Modern Art, New York
- Femme nue aux bras levés (150 × 100 cm), Musée d'art Goulandrís, Athènes[35]
- Figure (printemps), bois sculpté avec traces de crayon et peinture (35,2 × 12,2 × 12 cm), Musée national Picasso-Paris[18]
- Figure debout, sapin sculpté et peint (31,5 × 6 × 6 cm), Musée national Picasso-Paris[18]
- Marin roulant une cigarette
- Mère et enfant, Musée national Picasso-Paris
- Nu à la draperie (152 × 101 cm), Leningrad, Musée de l'Ermitage[34]
- Nu jaune, aquarelle, gouache et encre d'Inde sur papier[36]
- Odalisque d'après Ingres », encre bleue et gouache (48 × 63 cm), Musée national Picasso-Paris[37]
- Portrait de l'artiste (printemps), huile sur toile (48 × 46 cm), Národni Gallery, Prague[38]
- Portrait de Max Jacob, gouache sur papier (62,5 × 47,5 cm), musée Ludwig, Cologne
- Tête, hêtre sculpté partiellement peint (37 × 20 × 12,5 cm), Musée national Picasso-Paris[18]
- Trois Nus (printemps), hêtre gravé avec incisions et traits au crayon (32 × 14,4 × 3,2 cm), Musée national Picasso-Paris[18]

## 1908
Huiles sur toile sauf indication contraire
- Compotier et Fruits (21 × 27 cm), Kunstmuseum, Bâle
- Coupe des fruits avec des poires et des pommes
- Cruche, Bol et Compotier (81,9 × 65,7 cm), Philadelphia Museum of Art, Philadelphie
- Deux Femmes nues debout (41 × 33 cm), collection privée
- La Dryade (185 × 108 cm), Saint-Pétersbourg, musée de l'Ermitage[39].
- Femme dans un fauteuil tenant un éventail (152 × 101 cm), Saint-Pétersbourg, musée de l'Ermitage[34]
- Figure, chêne sculpté avec rehauts de peinture (80,5 × 24 × 20,8 cm), Musée national Picasso-Paris[18]
- Masque de femme, sculpture en terre cuite (17,8 × 16 × 12 cm), Centre Pompidou[18]
- Nu aux bras levés de profil (67 × 25,5 cm), collection privée
- Nu dans la forêt (185 × 106 cm), Saint-Pétersbourg, musée de l'Ermitage[34]
- Nu debout de face (67 × 26,7 cm), collection privée
- Paysage aux deux figures (60 × 73 cm), Musée national Picasso-Paris[18]
- Tête d'homme (automne 1908), gouache sur bois (27 × 21,3 cm), MP25, Musée national Picasso-Paris[18]
- Tête d'homme (automne 1908), gouache sur bois (27 × 21,3 cm), MP26, Musée national Picasso-Paris[18]
- Tête de femme, Narodni Galerie, Prague[40]
- Trois Femmes, Saint-Pétersbourg, musée de l'Ermitage
- Trois Figures sous un arbre, Musée national Picasso-Paris

## 1909
Huiles sur toile sauf indication contraire
- La Bouteille d'anis del Mono (81,6 × 65,4 cm), Museum of Modern Art, New York
- La Dame à l'éventail (100 × 81 cm), musée Pouchkine, Moscou[34]
- Femme assise dans un fauteuil (100 × 80 cm), Neue Nationalgalerie, Berlin
- Femme en vert (99 × 80 cm), Stedelijk Van Abbemuseum, Eindhoven[34]
- Femme jouant de la mandoline (92 × 73 cm), Musée de l'Ermitage, Leningrad[34]
- Femme nue assise (92 × 73 cm), Tate Gallery, Londres[34]
- Homme nu assis (96 × 76 cm. Musée d'art moderne de Villeneuve d'Ascq[41]
- Maisons sur la colline (65 × 81 cm), collection particulière, New York[34]
- Maisons sur la colline (65 × 81 cm), musée Berggruen
- Les Oignons
- Les Pains sur la table (27 × 21 cm), tempera sur contreplaqué, Kunstmuseum, Bâle
- Pains et compotier aux fruits sur une table (164 × 132,5 cm), Kunstmuseum, Bâle[34]
- Paysage avec pont (printemps), (80 × 100 cm), National Gallery, Prague[29]
- Pomme (automne-hiver 1909), sculpture en plâtre (10,5 × 10 × 7,5 cm), Musée national Picasso-Paris[18]
- Portrait d'Ambroise Vollard, musée Pouchkine, Moscou[42]
- La Reine Isabeau (92 × 73 cm), musée Pouchkine, Moscou[43]
- Portrait de Fernande Olivier, Stadel Museum, Francfort
- Tête d'homme, gouache sur bois (27,1 × 21,3 cm), Musée national Picasso-Paris[18]
- Tête de femme (Fernande) (automne), sculpture en plâtre de fonderie (40,5 × 23 × 26 cm), Tate Modern, Londres[18]
- Tête de femme (Fernande) (automne), sculpture en plâtre de fonderie (47 × 35,9 × 34,9 cm), Raymond and Patsy Nasher Collection, Dallas[18]
- Tête de femme (Fernande) (automne), sculpture en bronze (41,3 × 24,7 × 26,6 cm), épreuve pour le marchand Ambroise Vollard, Museum of Modern Art, New York[18]
- Tête de femme (Fernande) (automne), sculpture en bronze (41,3 × 24,7 × 26 cm), Musée Picasso, Malaga[44]
- L'Usine à Horta de Ebro (53 × 60 cm), Ermitage, Leningrad[34]

## 1910
Huile sur toile sauf indication contraire
- Famille d'Arlequin, Gouache et encre sur carton marouflé[45]
- Femme nue (101,3 × 77,6 cm), Philadelphia Museum of Art, Arensberg[34]
- Femme nue debout (automne), encre sur papier (31,5 × 21,5 cm), Fondation Almine et Bernard-Ruiz Picasso, Madrid[46]
- Femme nue debout (Mademoiselle Leonie) (été-automne), encre sur papier (101,3 × 77,6 cm), Fondation Almine et Bernard-Ruiz Picasso, Madrid[46]
- Jeune fille à la mandoline (100 × 74 cm), collection particulière, New York[34]
- Portrait d'Ambroise Vollard (92 × 65 cm), musée Pouchkine, Moscou[34]
- Femme assise dans un fauteuil, musée national d'Art moderne.
- Femme assise dans un fauteuil, Fondation Beyeler.
- La Femme au pot de moutarde, musée municipal de La Haye.
- Le Fou (circa 1910), sculpture en bronze (41,5 × 37 × 22,8 cm), épreuve pour le marchand Ambroise Vollard (sculpture originale de 1905), Musée national Picasso-Paris[18]
- Portrait de Daniel-Henry Kahnweiler (100,5 × 73 cm), Art Institute, Chicago[34]
- Homme au chapeau, musée Berggruen, Berlin
- Le Guitariste (100 × 73 cm), musée national d'Art moderne, Paris[47].
- Portrait de Wilhelm Uhde (81 × 60 cm), collection Pulitzer, Saint-Louis[34]
- Les Rameurs[29]
- Tête de femme (Fernande) (circa 1910), sculpture en bronze (35 × 24 × 25 cm), épreuve pour le marchand Ambroise Vollard (sculpture originale de 1906), Musée national Picasso-Paris[18]
- Tête de femme (Fernande) (circa 1910), sculpture en bronze (40,5 × 23 × 26 cm), épreuve pour le marchand Ambroise Vollard (sculpture originale de 1909), Musée national Picasso-Paris[18]
- Tête de femme (Fernande) (entre 1910 et 1912), sculpture en bronze (41,3 × 24,7 × 26,6 cm), épreuve pour le marchand Ambroise Vollard, Art Institute of Chicago[18]

## 1911
Huiles sur toile, sauf mention contraire
- L'Accordéoniste, (130,2 × 89,5 cm), Musée Solomon R. Guggenheim
- La Coiffeuse, (33 × 46 cm), tableau volé au Centre Pompidou à Paris, après le retour d'une exposition en Allemagne en 1998. Le vol n'a été constaté qu'en 2001 et la toile retrouvée aux États-Unis en 2015.
- Femme à la mandoline
- Femme assise, crayon de plomb et encre sur papier (21,5 × 31,5 cm), Fondation Almine et Bernard-Ruiz Picasso, Madrid[48]
- Figure assise, encre sur papier (18 × 11 cm), Fondation Almine et Bernard-Ruiz Picasso, Madrid[48]
- Homme à la pipe, (90,7 × 71 cm), Musée d'Art Kimbell, Fort Worth, Texas
- Homme à la guitare, (154 × 77,5 cm), Musée national Picasso-Paris
- Homme à la mandoline (automne), (162 × 71 cm), Musée national Picasso-Paris[49]
- Mandoliniste, (100,5 × 69,5 cm), Fondation Beyeler, Bâle
- Nature morte à la bouteille de rhum, (61,3 × 50,5 cm), Metropolitan Museum of Art, New York
- Violon

## 1912
Huiles sur toile, sauf mention contraire
- Homme à la clarinette (1911-1912), (106 × 69 cm), Musée Thyssen-Bornemisza
- Nature morte sur un piano (printemps), (50 × 130 cm), musée Berggruen, Berlin
- Nature morte à la chaise cannée (printemps), huile et toile cirée sur toile encadrée de corde (29 × 37 cm), Musée national Picasso-Paris[18]
- Femme nue debout (automne), crayon de plomb et encre sur papier (30,5 × 19,5 cm), Fondation Almine et Bernard-Ruiz Picasso, Madrid[48]
- Guitare (octobre-décembre), sculpture en carton, papier, ficelle, corde, cordon et fil enrobé (65,1 × 33 × 19 cm), Museum of Modern Art, New York[50]
- Ukulélé (décembre), assemblage de carton, ficelle et toile, Musée national Picasso-Paris[51]
- Guitare « J'aime Eva », (35 × 27 cm), Musée national Picasso-Paris
- Femme nue (J'aime Eva), (75,6 × 66,0 cm), Columbus Museum of Art, Columbus
- Ma jolie, (63 × 100 cm)[52]
- Nature morte espagnole Sol y Sombra, huile et ripolin sur toile (46 × 33 cm), LaM, Villeneuve-d’Ascq[53]
- Le Poète
- Verre et Bouteille de Suze, papier collé gouache et fusain (65,5 × 50,2 cm), Washington University Gallery of Art, Saint-Louis
- Violon et Feuille de musique, divers papiers collés sur carton, (65 × 78 cm)[52]
- Violon, verres, pipe et ancre, (81 × 54 cm), galerie nationale de Prague[18]
- Violon et Raisins, Museum of Modern Art, New York

## 1913
- Femme dans un fauteuil (automne), (100 × 118 cm), collection Mme Ganz, New York[52]
- Mandoline et Clarinette (automne), éléments de bois de sapin avec peinture et traits de crayon (58 × 36 × 23 cm), Musée national Picasso-Paris[49]
- Bouteille de vieux marc, verre et journal, fusain, papiers collés (63 × 49 cm), Musée national d'art moderne, Paris[54]
- Guitare sur guéridon, le tableau du sacre
- Verre sur un guéridon, papier peint à motifs floraux découpé, collé et épinglé (20 × 20 cm), Musée national Picasso-Paris[18]

## 1914
- Femme à la guitare (1911-1914), huile sur toile (130,2 × 90,1 cm), Kunstmuseum Bâle
- Le Guéridon (1913-1914), huile sur toile (130,2 × 89,1 cm), Kunstmuseum Bâle
- Bouteille de Bass, verre et journal (printemps), fer-blanc découpé et peint, sable, fil de fer et papier (20 × 14 × 8,5 cm), Musée national Picasso-Paris[18]
- Verre d'absinthe (printemps), sculpture en bronze peint à l'huile, cuillère à absinthe en métal blanc, un des six bronzes édités pour Daniel-Henry Kahnweiler (21,6 × 16,4 × 8,5 cm), Museum of Modern Art[18]
- Verre d'absinthe (printemps), sculpture en bronze peint à l'huile, cuillère à absinthe perforée en métal blanc, un des six bronzes édités pour Daniel-Henry Kahnweiler (22,5 × 12,7 × 6,4 cm), Musée Berggruen, Berlin[18]
- Verre d'absinthe (printemps), sculpture en bronze peint à l'huile, cuillère à absinthe perforée en métal blanc, un des six bronzes édités pour Daniel-Henry Kahnweiler (21 × 14 × 7 cm), collection particulière[18]
- Verre d'absinthe (printemps), sculpture en bronze peint à l'huile et recouverte de sable, cuillère à absinthe en métal blanc, un des six bronzes édités pour Daniel-Henry Kahnweiler (21,5 × 6,5 × 6,5 cm), Centre Pompidou, Paris[18]
- Verre d'absinthe (printemps), sculpture en bronze peint à l'huile, cuillère à absinthe en métal blanc, un des six bronzes édités pour Daniel-Henry Kahnweiler (22,5 × 12,1 × 8,6 cm), Philadelphia Museum of Art[18]
- Verre d'absinthe (printemps), sculpture en bronze peint à l'huile, cuillère à absinthe perforée en métal blanc, un des six bronzes édités pour Daniel-Henry Kahnweiler (22,5 × 12,7 × 6,4 cm), Leonard A. Lauder Cubist Trust[18]
- Verre d'absinthe (printemps), sculpture en bronze peint à l'huile, cuillère à absinthe en métal blanc (21 × 14 × 7 cm), Fondation Almine et Bernard-Ruiz Picasso, Madrid[48]
- Verre et Dé (printemps), éléments de bois de pin peints (17 × 16,2 × 5,5 cm), Musée national Picasso-Paris[18]
- Verre et paquet de tabac (printemps), huile et perles collées sur bois (26,5 × 35 cm), Musée national Picasso-Paris[18]
- Verre et Pipe, chiffres et lettres (printemps), huile et fusain sur toile (14 × 29 cm), Musée national Picasso-Paris[18]
- Verre, Journal et Dé (printemps), fer-blanc découpé et peint, sable, fil de fer (montage dans un cadre en bois) (20,6 × 18,5 × 10 cm), Musée national Picasso-Paris[18]
- Couple assis (été), crayon de plomb et encre sur papier (18 × 13,5 cm), Fondation Almine et Bernard-Ruiz Picasso, Madrid[48]
- Le Peintre et son Modèle (été), huile et crayon sur toile (58 × 55,9 cm), Musée national Picasso-Paris[49]
- Verre (été), huile et sable sur bois (17,6 × 13,4 × 3 cm), Musée national Picasso-Paris[18]
- Verre et journal (été), éléments de bois peints et traits de crayon sur panneau peint à l'huile (15,4 × 17,5 × 3 cm), Musée national Picasso-Paris[18]
- Verre et Paquet de tabac (été), huile et sable sur bois (15,5 × 17,7 × 3 cm), Musée national Picasso-Paris[18]
- Verre, Journal et Dé (été), éléments de bois et de fer-blanc découpé peints, fil de fer, sur fond de bois peint à l'huile (17,4 × 13,5 × 3 cm), Musée national Picasso-Paris[18]
- Verre, Journal et Dé (été), éléments de bois peints et sable sur fond de bois peint à l'huile (17,5 × 15,2 × 3 cm), Musée national Picasso-Paris[18]
- Verre, paquet de tabac et as de trèfle (été), huile, crayon et sable sur bois (15 × 17,7 cm), Musée national Picasso-Paris[18]
- Verre, Pipe, As de trèfle et Dé (été), éléments de bois et de métal peints sur fond de bois peint à l'huile (34 cm de diamètre), Musée national Picasso-Paris[18]
- Cartes à jouer, Paquet de tabac, Bouteille de verre, huile et sable sur carton (37 × 50 cm)[55]
- Homme à la pipe, huile sur toile (138 × 66,5 cm), Musée national Picasso-Paris
- Le Violon, huile sur toile (81 × 75 cm), Musée national d'art moderne, Paris
- Instruments de musique sur guéridon, huile et sable sur toile (130 × 89 cm), Fondation Pierre-Bergé - Yves-Saint-Laurent[56]
- Nature morte avec guitare, journal, verre et as de trèfle, huile sur toile (27 × 41 cm)[52]
- Portrait de jeune fille, musée national d'Art moderne, Paris
- Visage d'homme, crayon et papier (26,5 × 19,5 cm), collection privée[57]

## 1915
- Arlequin assis, gouache sur bois, cadre de Pierre Legrain, Musée Angladon, Avignon[24]
- Cartes à jouer, verres, bouteille de rhum, huile et sable sur carton (52,1 × 63,5 cm)
- Instruments de musique sur un guéridon (1914-1915), huile et sable sur toile (129,2 × 88,9 cm), Fondation Pierre Bergé-Yves Saint-Laurent, Paris[18]
- Violon, fer-blanc découpé, plié, peint et fil de fer (100 × 63,7 × 18 cm), Musée national Picasso-Paris[18]

## 1916
- Guitare et Journal
- Portrait de Jean Cocteau, mine de plomb sur papier (13,2 × 10,2 cm), collection privée de Jean Marais[58]
- L'Homme à la cheminée, huile sur toile (130 × 81 cm), musée national Picasso-Paris[49]

## 1917
Huiles sur toile sauf mention contraire
- Arlequin (117 × 89,5 cm), musée Picasso, Barcelone[59]
- Arlequin et femme au collier, musée national d'Art moderne, Paris
- Femme la Salchichona, Barcelone (116 × 89 cm), Musée Picasso, Barcelone[60]
- Les Fumeurs (92 × 73 cm), collection particulière[61]
- Olga Khokhlova à la mantille (64 × 53 cm), Musée Picasso, Málaga[62]
- Portrait d'Olga dans un fauteuil (130 × 88,8 cm), Musée national Picasso-Paris[62]
- Le Retour de baptême d'après Le Nain (automne), huile sur toile (162 × 118 cm), Musée national Picasso-Paris[15]
- Création des décors pour le ballet Parade, sur une musique d'Erik Satie (mai)[63]